# Pidonia neglecta
Pidonia neglecta là một loài bọ cánh cứng trong họ Cerambycidae.